# ナショナル・ボード・オブ・レビュー賞 (2024年)
96th NBR Awards
作品賞: 
ウィキッド ふたりの魔女
第96回ナショナル・ボード・オブ・レビュー賞は、2024年の映画を対象とした賞であり、2024年12月4日に受賞者が発表された。授賞式は2025年1月7日にニューヨークのチプリアーニ42ストリートで開催され、ウィリー・ガイストが司会を務める。

## 受賞結果

### 作品賞トップ10
※作品賞を除き原題のアルファベット順
- 『ウィキッド ふたりの魔女』
  - 『ANORA アノーラ』
  - 『ベイビーガール（英語版）』
  - 『名もなき者/A COMPLETE UNKNOWN』
  - 『教皇選挙』
  - 『マッドマックス:フュリオサ』
  - 『グラディエーターII 英雄を呼ぶ声』
  - 『陪審員2番』
  - 『クィア/QUEER』
  - 『リアル・ペイン〜心の旅〜』

### 外国語映画トップ5
※英題のアルファベット順
- 『聖なるイチジクの種』
  - 『私たちが光と想うすべて』
  - 『ガール・ウィズ・ニードル（英語版）』
  - 『アイム・スティル・ヒア』
  - 『サントーシュ（英語版）』
  - 『Universal Language』

### ドキュメンタリー映画トップ5
※英題のアルファベット順
- 『Sugarcane』
  - 『Black Box Diaries』
  - 『ダホメ（英語版）』
  - 『Look into My Eyes』
  - 『Super/Man: The Christopher Reeve Story』
  - 『ウィル&ハーパー（英語版）』

### インディペンデント映画トップ10
※原題のアルファベット順
- 『Bird』
- 『顔を捨てた男（英語版）』
- 『Dìdi』
- 『Ghostlight』
- 『Good One』
- 『Hard Truths』
- 『喪う（英語版）』
- 『愛はステロイド（英語版）』
- 『マイ・オールド・アス 2人のワタシ（英語版）』
- 『テルマがゆく! 93歳のやさしいリベンジ』

### 各賞受賞者
- 作品賞：『ウィキッド ふたりの魔女』
- 監督賞：ジョン・M・チュウ - 『ウィキッド ふたりの魔女』
- 主演男優賞：ダニエル・クレイグ - 『クィア/QUEER』
- 主演女優賞：ニコール・キッドマン - 『ベイビーガール（英語版）』
- 助演男優賞：キーラン・カルキン - 『リアル・ペイン〜心の旅〜』
- 助演女優賞：エル・ファニング - 『名もなき者/A COMPLETE UNKNOWN』
- オリジナル脚本賞：マイク・リー - 『Hard Truths』
- 脚色賞：クリント・ベントリー、グレッグ・クウェダー - 『シンシン/SING SING』
- アニメーション映画賞：『Flow』
- ブレイクスルー演技賞：マイキー・マディソン - 『ANORA アノーラ』
- 新人監督賞：インディア・ドナルドソン（英語版） - 『Good One』
- 外国語映画賞：『聖なるイチジクの種』
- ドキュメンタリー映画賞：『Sugarcane』
- アンサンブル演技賞：『教皇選挙』
- 撮影功績賞：ジェアリン・ブラシュケ - 『ノスフェラトゥ』
- スタント功績賞：『マッドマックス:フュリオサ』
- NBRスポットライト賞：シンシア・エリヴォ、アリアナ・グランデ - 『ウィキッド ふたりの魔女』
- NBR表現の自由賞：『ノー・アザー・ランド 故郷は他にない』